# Schenk von Siemau

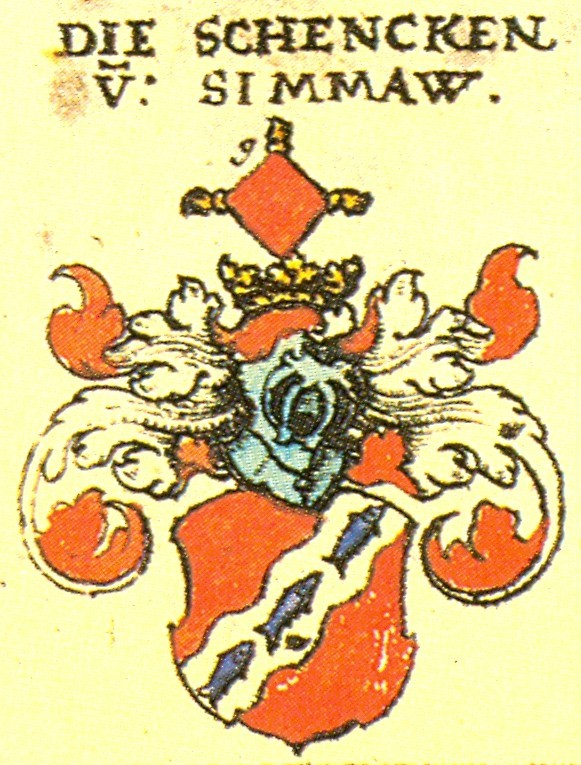
Familienwappen in Siebmachers Wappenbuch

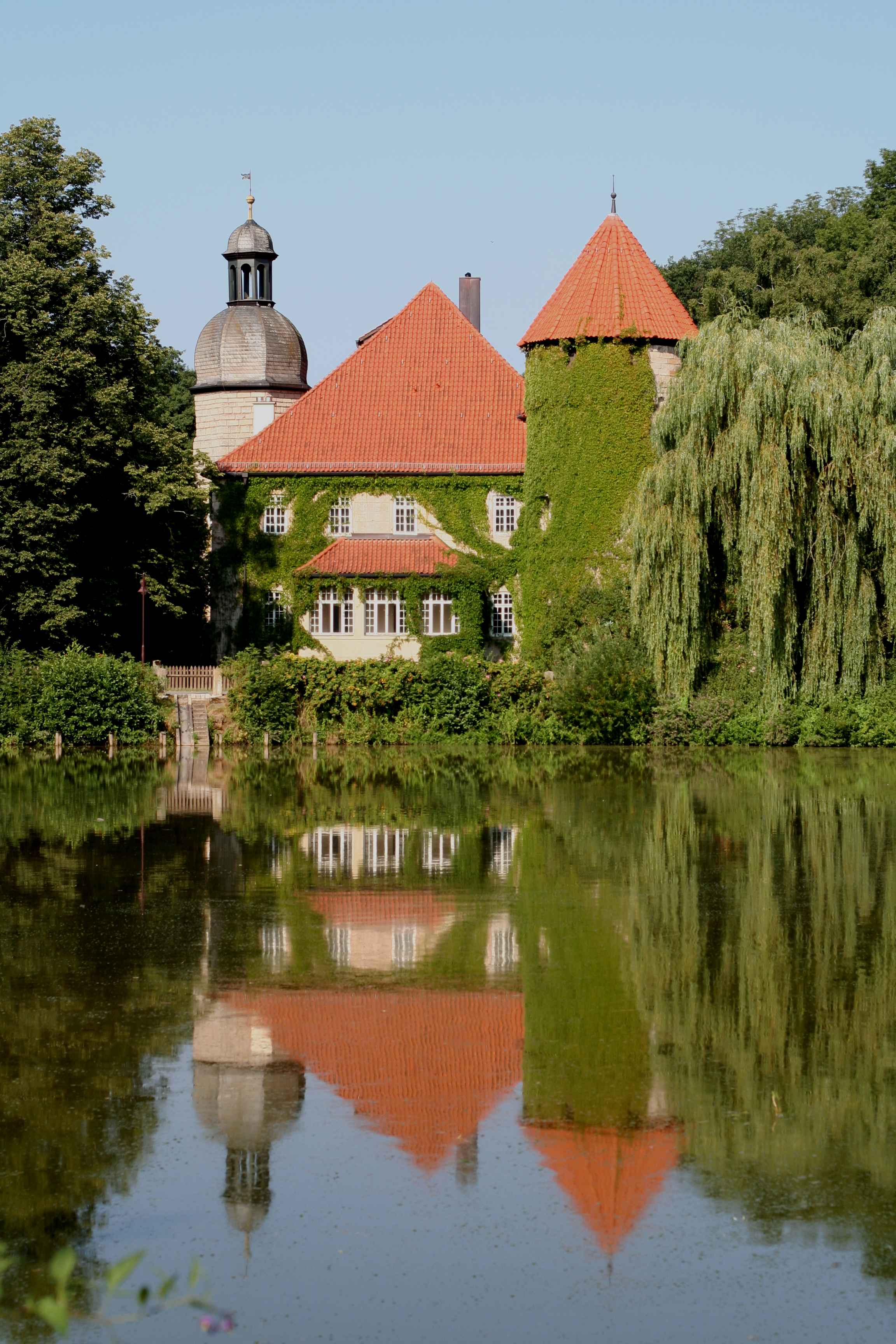
Wasserschloss in Untersiemau

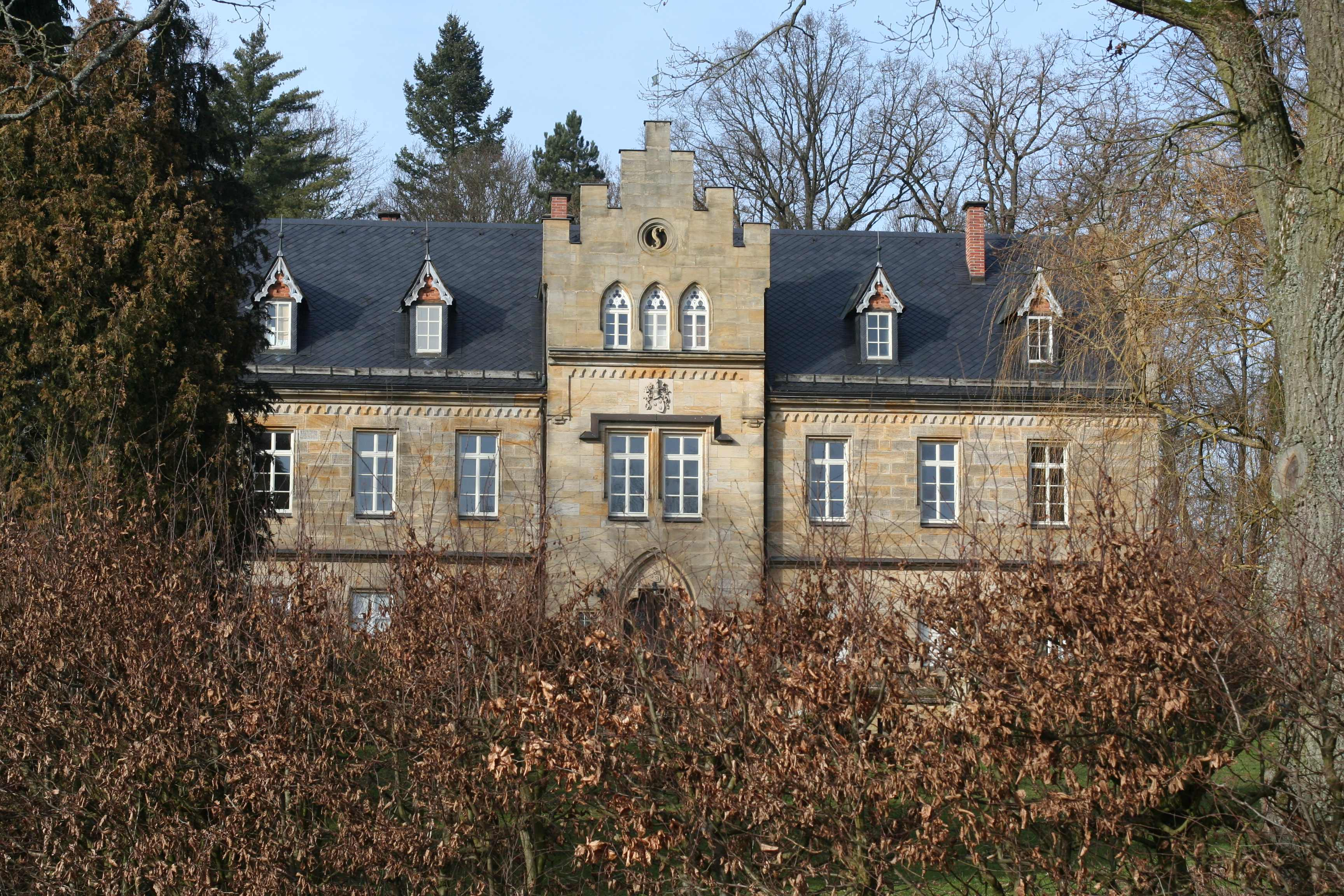
Schloss in Ziegelsdorf

Die Schencken oder Schenken von Siemau waren ein altes fränkisches Adelsgeschlecht, dessen Aufstieg und Wirken im direkten Zusammenhang mit der Landnahme des Hauses Wettin in Franken auf dem Territorium der Pflege Coburg als Erbe und Mitgift Katharinas von Henneberg bei ihrer Hochzeit mit Friedrich dem Strengen zu sehen ist.

## Geschichte
Das Rittergeschlecht von Siemau ist schon 1195 nachweisbar. Als Herrensitz diente wohl bereits damals das Wasserschloss Siemau. Im Laufe der Jahrhunderte legte die Familie im näheren Umfeld noch einige weitere Bauten an, von denen heute das Wasserschloss als „Unteres Schloss“ und das „Obere Schloss“ erhalten sind.
1363 erscheint urkundlich ein Hermann Schenck von Siemau mit seinen Söhnen, der die Hälfte seines Zehnten Roth am Forst samt einem Teichlein für 110 Pfund Heller an das Kloster Sonnefeld verkaufte, was der Zustimmung des Landgrafen Friedrich in Thüringen als domini directi bedurfte.
1502 verfasste Hieronymus Schenck von Siemau den vielbeachteten Band „Kinderzucht“, ein „Büchlein über die Erziehung der Kinder“, das heute in einem einzigen Druckexemplar erhalten ist. Das Werk gilt als Beispiel einer humanen Pädagogik aus vormoderner Zeit und als ein frühes Zeugnis eines auf antike Ideale zurückgreifenden Bildungsstrebens des deutschen Renaissance-Humanismus. Schenck von Siemau empfiehlt darin unter anderem eine Erziehung ohne Schläge und die Bildung von Körper und Geist.
Der letzte Spross der Schenken von Siemau wurde im Dreißigjährigen Krieg in der Schlacht von Überlingen lebensgefährlich verletzt und verlor am 25. Juni 1634 in Wildbach/Württemberg sein Leben. Das belehnte Rittergut fiel an den herzoglichen Lehenshof in Coburg.

## Persönlichkeiten
- Ottillia Schenk von Siemau († 10. Juli 1529), Äbtissin im Kloster Himmelkron von 1522 bis 1529

## Wappen
Der Wappenschild in Rot trägt einen nach links gerichteten silbernen Wellenschrägbalken, der mit drei blauen Fischen belegt ist. Die Helmdecken sind Silber und Rot. Die Helmzier auf dem gekrönten Helm besteht aus einem bequasteten Helmkissen in Rot.

Untersiemau